# Jürgen Dollase
Jürgen Dollase (né le 16 septembre 1948 à Oberhausen) est un critique gastronomique allemand influent, et un journaliste. Dans les années 1970 jusqu'au début des années 1980, c'était un musicien de krautrock, avant de se tourner vers la peinture.

## Biographie
Jürgen Dollase a étudié après son baccalauréat allemand à Viersen et son service militaire au sein de la police des frontières allemande l'art, la musique et la philosophie à l'académie des beaux-arts de Düsseldorf et aux universités de Cologne et de Düsseldorf.
Il a été le fondateur, producteur, claviériste, et au début également le chanteur du groupe de rock allemand et d'art rock Wallenstein (de) entre 1971 et 1982.
Au début des années 1980, son faible pour la bonne chère s'éveille pendant un passage au restaurant parisien fréquenté par les artistes La Coupole. À côté, Jürgen Dollase se consacre intensivement à partir de 1988 à la peinture, sans pour autant être exposé. Johannes Gross (de), l'éditeur à l'époque de la revue allemande Capital (de), l'a encouragé dans les années 1990 à publier des critiques gastronomiques. Dans sa carrière de critique gastronomique, il travaille entre autres avec les chefs Hans Stefan Steinheuer (de) et Ingo Holland (de) sur un livre, et en 2007 avec le chef Joachim Wissler (de) pour un documentaire télévisé sur la cuisine.